# BBC一點新聞
BBC一點新聞（英語：BBC News at One）是英國廣播公司的午間新聞節目，每天13:00在BBC One和BBC新聞台播出。節目現任主播是Sophie Raworth（禮拜一至禮拜四）和Kate Silverton（禮拜五）。不過Kate Silverton在產假之後目前主持廣播節目。BBC一點新聞在2007年平均收視人數是270萬，是英國在白天收看人數最多的電視節目。

## 外部連結
- 在BBC Online了解BBC News
- 在BBC Programmes了解《BBC一點新聞》（英文）